# Alkotmányjogi panasz
Az alkotmányjogi panasz a magyar Alkotmánybíróságnál benyújtható indítványok egyike.

## Funkciója
Az Alkotmánybíróság feladata, hogy konkrét kérdésekben állást foglaljon normakontrollra, alkotmányjogi panaszra, illetve mulasztásos alkotmánysértésre  irányuló  indítványok  elbírálása  során. Az Alkotmánybíróság nevezetesen abban a kérdésben dönt, hogy vajon az adott esetben a  törvényhozás által választott szabályozás, illetve a jogalkalmazásban  követett   törvényértelmezés tartalmilag alkotmányosan kielégítő-e.
Az Alkotmánybíróság egyik, 2018. október 16-án keltezett, döntésének indokolásában kimondta, hogy az Alkotmánybíróság alkotmányjogi és nem szakjogi kérdésekben dönt. Az alkotmányossági viták során az Alkotmánybíróság értelmezi az Alaptörvény rendelkezéseit  és ezzel az értelmezéssel összeveti a bíróság jogértelmezésével illetve a vizsgált jogszabályi rendelkezéssel. Az Alkotmánybíróság nem ténybíróság, ezért  a bizonyítási eljárás lefolytatása, a bizonyítékok értékelése és ezen keresztül a tényállás megállapítása, illetve annak bizonyos fokú felülvizsgálata a jogorvoslati eljárás(ok) során a bíróságok, végső soron  pedig a Kúria feladata.

## Története Magyarországon
2011. december 31-ig az “alkotmányjogi panasz” névvel illetett jogintézmény mindössze azt a jogot biztosította, hogy az egyedi ügyben érintett fél az ügyében alkalmazott jogszabály alkotmányellenességének megállapítását kérhesse. Ez a fajta panasz azonban – kettős jellege ellenére – nagyobbrészt puszta normakontroll volt, az ekkor még bárki által indítványozható utólagos absztrakt normakontrolltól csak annyiban tért el, hogy indítványozása személyes érintettséghez és konkrét eljáráshoz, illetve abban született konkrét jogerős határozathoz volt kötve. Ez a “régi” vagy “nem valódi”, normakontrollal egybekötött panasz tehát csak nevében volt “alkotmányjogi panasz”, mivel az a külföldi szabályozás alapján jellemző panasz funkciót, nevezetesen a bírói döntésnek magának az alkotmányossági alapú megtámadását még nem tette lehetővé. Tulajdonképpen olyan normakontrollként funkcionált, melyet csak az érintettek és csak a jogerős döntést követően indítványozhattak. Emiatt a legtöbbször nem védte jobban az indítványozó érdekeit, mintha eleve normakontroll-indítványt nyújtott volna be, sőt szigorúbb feltételeket támasztott, így aztán igénybe vételének gyakorisága jelentősen elmaradt a normakontrollétól. Egyetlen valódi előnye volt: a panaszban támadott jogszabály vagy jogszabályi rendelkezés alkotmányellenességének megállapítására és megsemmisítésére irányuló kérelmen felül a panasztevő kérhette a konkrét ügyében született bírói határozat vele szemben való alkalmazásának kizárását, ám ez a kizárás csak az adott jogszabályi rendelkezést először támadó panaszos esetében (továbbá az adott indítvány alkotmánybírósági elbírálásáig benyújtott és az alapüggyel egyesített panaszindítványok esetében) működött. Az Alkotmánybíróság határozatának meghozatalát követően benyújtott panaszok esetében azonban már nem működött a visszamenőleges hatályú kizárás. Ezért nevezik ezt az osztrákok “az első indítványozó jutalmának”.  Az alkotmányjogi panasz mellett létezett a bírói konkrét normakontroll intézménye is, amelynek során az a bíró(ság), amely úgy látta, hogy az előtte folyamatban lévő ügyben alkotmányellenes jogszabályt kellene alkalmaznia, az eljárás felfüggesztése mellett az Alkotmánybírósághoz fordulhatott, és az ügyben érdekelt bármelyik fél  kezdeményezhette az eljáró bíróságnál az adott jogszabály vagy jogszabályhely alkotmányossági vizsgálatát. A félnek ebben az esetben tehát nem kellett a jogerős döntést megvárni, viszont erre nem volt az ügyben érintett személynek erre nem volt alanyi joga, azt ő csak kezdeményezhette az ügyében eljáró bíróságnál. Ezután a bíróság szabad belátása szerint döntött a fél kérelméről, és csak akkor fordult az Alkotmánybírósághoz, ha a kérelemmel egyetértett.
2012. január 1-jétől az alkotmányjogi panasszal kapcsolatos szabályozás egyrészt megváltozott, másrészt bővült, és a “régi” alkotmányjogi panasz mellé belépett az ún. “valódi”, valamint az ún. “kivételes” alkotmányjogi panasz is. Emellett továbbra is rendelkezésre áll a fél számára az is, hogy a folyamatban lévő ügyben kérje az eljáró bíró(ság)tól a bírói (mostantól) egyedi normakontroll-eljárás kezdeményezését, melynek sorsa azonban jelenleg is a bíróságtól függ.

## Típusai
Az alkotmányjogi panasznak három típusa az Alkotmánybíróságról szóló 2011. évi CLI. törvény (Abtv.) alapján:
1. az Abtv. 26. § (1) bekezdése szerinti panasz a bírósági eljárásában alkalmazott jogszabály alaptörvény-ellenességének megállapítására, illetve az alaptörvény-ellenes jogszabályi rendelkezés és a bírói döntés megsemmisítésére irányul, ha a jogszabály alkalmazása folytán az indítványozó Alaptörvényben biztosított jogának sérelme következett be a bírósági eljárásban.
Ez a lehetőség a konkrét normakontrollt jelentő alkotmányjogi panasz, amely már 2012. január 1-je előtt is létezett.  Ebben az esetben be kell várnia a jogerős határozatot, mivel csak a jogerős ügydöntő határozatot követően vehető igénybe az alkotmányjogi panasz.
2. az Abtv. 26. § (2) bekezdése szerinti panasz (az ú.n. közvetlen panasz) a jogszabály alaptörvény-ellenességének megállapítására és megsemmisítésére irányul, ha a jogszabály alkalmazása vagy hatályosulása folytán közvetlenül, bírói döntés nélkül sérült az indítványozónak az Alaptörvényben biztosított joga, és jogorvoslatra nincs lehetőség.
A bíró maga is kezdeményezheti nemcsak az alaptörvény-ellenesség megállapítását, hanem az Alkotmánybíróság által korábban már alaptörvény-ellenesnek nyilvánított jogszabály alkalmazásának a kizárását is.
Ez a második lehetőség valójában a 35/2011. AB határozat értelmében (2011 májusa óta) fennáll.   Az Alkotmánybíróság ugyanis ekkor revideálta korábbi, két évtizeden keresztül fenntartott álláspontját, és elismerte, hogy az ún. “sorozatperekben”, például a parkolási bírságokkal kapcsolatos eljárásokban nem érvényesül a res iudicata (ítélt dolog), tehát az Alkotmánybíróság akkor is elbírálhatja a hasonló ténybeli és jogi alapból származó bírói normakontroll-kezdeményezéseket, ha azok tárgyában már született alkotmánybírósági határozat.
3. az Abtv. 27. § szerinti panasz (az ún. valódi alkotmányjogi panasz) a bírósági ügy érdemében hozott vagy a bírósági eljárást egyébként befejező döntés megsemmisítésére irányul, ha a döntés az indítványozónak az Alaptörvényben biztosított jogát sérti.